# Rockefeller Street
Rockefeller Street is een single van de Estse zangeres Getter Jaani. Met dit lied vertegenwoordigde ze Estland op het Eurovisiesongfestival 2011. In de halve finale op 12 mei slaagde Jaani erin zich te kwalificeren voor de finale, twee dagen later. In de finale eindigde ze op de 24ste plaats en was daarmee voorlaatste.